# Willemijn Karsten
Willemijn Karsten (* 28. Juni 1986 in Hoorn) ist eine ehemalige niederländische Handballspielerin.
Willemijn Karsten spielte in ihrer Heimat bei Zeeman Vastgoed SEW, mit dem sie zweimal die niederländische Meisterschaft gewann. Im Jahr 2007 wechselte die Rückraumspielerin zum Bundesligisten Buxtehuder SV. Nach einer Spielzeit, in der die Rechtshänderin 24 Spiele für den BSV bestritt, wechselte sie zum Bundesligaaufsteiger Borussia Dortmund. Ab dem Sommer 2009 spielte sie bei der DJK/MJC Trier. Am 28. April 2011 wurde bekannt, dass sie ab der Saison 2011/12 beim Thüringer HC unter Vertrag steht. Mit dem THC gewann sie 2012 die deutsche Meisterschaft. Anschließend beendete sie ihre Karriere.